# Euploea marinda
Euploea marinda är en fjärilsart som beskrevs av Gustaaf Hulstaert 1923. Euploea marinda ingår i släktet Euploea och familjen praktfjärilar. Inga underarter finns listade i Catalogue of Life.